# Única igreja verdadeira
A expressão "única igreja verdadeira" refere-se a uma posição eclesiológica, que afirma que Jesus deu sua autoridade na Grande Comissão apenas à uma igreja institucional cristã visível em particular - o que comumente se chama de denominação. Esta visão é mantida pela Igreja Católica, pela Igreja Ortodoxa Oriental, pela comunhão Ortodoxa Oriental, pela Igreja Assíria do Oriente, pela Antiga Igreja do Oriente, pelas Igrejas Cristãs e Igrejas de Cristo, pelas Igrejas de Cristo e pelas Igrejas Luteranas, bem como algumas batistas. Cada uma delas sustenta que a sua própria igreja institucional específica (denominação), representa exclusivamente a única igreja original. A reivindicação ao título de "única igreja verdadeira" refere-se à primeira das Quatro marcas da Igreja mencionadas no Credo Niceno: "uma igreja santa, católica e apostólica". Como tal, também se relaciona com reivindicações de catolicidade e sucessão apostólica: reafirmar a herança da autoridade e responsabilidade espiritual, eclesiástica e sacramental que Jesus Cristo deu aos apóstolos.
O conceito de cisma modera um pouco as reivindicações concorrentes entre algumas igrejas – pode-se potencialmente reparar o cisma, uma vez que lutam pelo mesmo objetivo. Por exemplo, as igrejas Católica e Ortodoxa Oriental consideram-se mutuamente cismáticas e, pelo menos, heterodoxas, se não heréticas, mas ambas mantiveram diálogos e até participaram em concílios na tentativa de resolver a divisão que existe entre elas.
Muitos protestantes tradicionais consideram todos os cristãos batizados como membros de uma "Igreja Cristã" espiritual - não institucional - independentemente de suas crenças divergentes; esta crença é às vezes referida pelo termo teológico "igreja invisível". Alguns anglicanos de igreja anglo-católica defendem uma versão da teoria da ramificação que ensina que a verdadeira Igreja Cristã compreende ramos anglicanos, ortodoxos orientais, católicos antigos, ortodoxos orientais, luteranos escandinavos, morávios, persas e católicos romanos.
Outras denominações, como a Igreja de Jesus Cristo dos Santos dos Últimos Dias (Igreja SUD) também reivindicam a herança da autoridade e responsabilidade que Jesus Cristo conferiu aos apóstolos. Outros grupos, como a Iglesia ni Cristo, acreditam na doutrina do último profeta, onde tal sucessão não ocorre. A Igreja Adventista do Sétimo Dia considera-se a única igreja verdadeira no sentido de ser uma remanescente fiel (aos mandamentos de Deus), particularmente o 4° mandamento em Êxodo 20:8.

## Ensinamentos por denominação

### Catolicismo
A Igreja Católica Romana ensina que Cristo fundou apenas "uma Igreja verdadeira", e que esta Igreja verdadeira é a Igreja Católica, o lugar de comunhão, com o bispo de Roma (o papa) como seu chefe supremo e infalível. Daí resulta que se considera "o sacramento universal da salvação da raça humana" e a "única religião verdadeira".
De acordo com o Catecismo da Igreja Católica, a eclesiologia católica professa que a Igreja Católica é a "única Igreja de Cristo" - isto é, a única igreja verdadeira definida como "una, santa, católica e apostólica" nas Quatro marcas da Igreja no Credo Niceno. O Concílio de Niceia (ano 325) formulou originalmente este ensinamento e ratificou o Credo Niceno. A igreja ensina que apenas a Igreja Católica foi fundada por Jesus Cristo, que nomeou os Doze Apóstolos para continuar o seu trabalho como os primeiros bispos da Igreja. A crença católica afirma que a Igreja "é a presença contínua de Jesus na terra" e que todos os bispos devidamente consagrados têm uma sucessão linear desde os apóstolos. Em particular, o Bispo de Roma (o Papa), é considerado o sucessor do apóstolo Simão Pedro, de quem o Papa deriva a sua supremacia sobre a Igreja. A encíclica papal de 1943, Mystici Corporis Christi, descreve ainda a Igreja como o Corpo Místico de Cristo. Assim, a Igreja Católica afirma que "a única Igreja de Cristo que no Credo é professada como una, santa, católica e apostólica... Esta Igreja constituída e organizada no mundo como uma sociedade, subsiste na Igreja Católica, que é governada pelo sucessor de Pedro e pelos Bispos em comunhão com ele". Na encíclica Humani Generis, o Papa Pio XII declarou que "o Corpo Místico de Cristo e a Igreja Católica Romana são uma e a mesma coisa". O Concílio Vaticano II repetiu este ensinamento, afirmando no Decreto sobre as Igrejas Orientais: "A Santa Igreja Católica, que é o Corpo Místico de Cristo, é constituída por fiéis que estão organicamente unidos no Espírito Santo pela mesma fé, os mesmos sacramentos e o mesmo governo".
Ao responder a algumas perguntas sobre a doutrina da Igreja a respeito de si mesma, a Sagrada Congregação para a Doutrina da Fé do Vaticano declarou em 2007: "Clarius dicendum esset veram Ecclesiam esse solam Ecclesiam catholicam romanam..." ("Deve ser dito mais claramente que somente a Igreja Católica Romana é a verdadeira Igreja..."). E também esclareceu que o termo subsistit in é usado em referência à Igreja no decreto Lumen Gentium do Concílio Vaticano II de 1964, que "indica a plena identidade da Igreja de Cristo com a Igreja Católica".
O Quarto Concílio de Latrão de 1215, declarou que: "Existe uma Igreja universal dos fiéis, fora da qual não há absolutamente nenhuma salvação", uma declaração que é mais conhecida como a doutrina extra Ecclesiam nulla salus.
Na encíclica Mortalium animos de 6 de janeiro de 1928, o Papa Pio XI escreveu que "nesta única Igreja de Cristo nenhum homem pode ser ou permanecer se não aceitar, reconhecer e obedecer à autoridade e supremacia de Pedro e dos seus legítimos sucessores" e citou o declaração de Lactâncio: "a Igreja Católica é a que retém o verdadeiro culto. Aqui está a fonte da verdade, este é o domicílio da Fé, este é o templo de Deus: se alguém não entrar por ele ou se alguém dele sair, está fora da esperança da vida e salvação". Assim, o Concílio Vaticano II de 1962-1965 declarou: "Qualquer pessoa, [...] sabendo que a Igreja Católica foi tornada necessária por Cristo, recusasse entrar ou permanecer nela, não poderia ser salva". No mesmo documento, o Concílio continuava: "A Igreja reconhece que, de muitas maneiras, está ligada a quantos, sendo batizados, são honrados com o nome de cristãos, embora não professem a fé na sua totalidade ou não preservem a unidade de comunhão com o sucessor de Pedro". E num decreto sobre o ecumenismo, Unitatis redintegratio, afirmava: "os católicos reconheçam com alegria e estimem os bens verdadeiramente cristãos, oriundos de um patrimônio comum, que se encontram nos irmãos de nós separados. É digno e salutar reconhecer as riquezas de Cristo e as obras de virtude na vida de outros que dão testemunho de Cristo, às vezes até à efusão do sangue. Deus é, com efeito, sempre admirável e digno de admiração em Suas obras".
A Igreja Católica ensina que a plenitude dos "meios de salvação" existe apenas na Igreja Católica, mas a Igreja reconhece que o Espírito Santo pode servir-se de comunidades eclesiais separadas de si para "impulsionar rumo à unidade católica" e assim, em última análise, levar as pessoas à salvação na Igreja Católica. Ensina que qualquer pessoa que é salva é salva através da Igreja Católica, mas que as pessoas podem ser salvas ex voto e pelo martírio pré-batismal, bem como quando estão presentes condições de ignorância invencível, embora a ignorância invencível em si não seja um meio de salvação.
A teologia católica romana considera os cismáticos formais como fora da igreja, entendendo por "cismáticos formais", "pessoas que, conhecendo a verdadeira natureza da Igreja, cometeram pessoal e deliberadamente o pecado do cisma". A situação, por exemplo, daqueles que foram criados desde a infância num grupo que não está em comunhão com Roma, e que agem de boa fé e mantiveram quase a totalidade da fé ortodoxa, é diferente. Esta visão diferenciada aplica-se especialmente às igrejas do Cristianismo oriental, mais particularmente ainda à Igreja Ortodoxa, embora ainda permaneçam impedimentos doutrinários, como o desacordo sobre a primazia da Sé Romana, a infalibilidade papal, a natureza do Purgatório, as indulgências, a Imaculada Conceição e algumas outras doutrinas importantes.

### Ortodoxia
A Igreja Ortodoxa Oriental (oficialmente, Igreja Católica Ortodoxa) identifica a sua comunhão confederativa de igrejas ortodoxas como a "Igreja Única, Santa, Católica e Apostólica" do Credo Niceno-Constantinopolitano e aplica este título em documentos conciliares e outros documentos oficiais, por exemplo, nos sínodos de Constantinopla realizados em 1836 e 1838, e na correspondência com o Papa Pio IX (r. 1846–1878) e com o Papa Leão XIII (r. 1878–1903).

### Luteranismo
A Igreja Luterana se vê como o "tronco principal da histórica Árvore Cristã" fundada por Cristo e pelos Apóstolos, sustentando que durante a Reforma, a Igreja de Roma caiu. A Confissão de Augsburgo encontrada no Livro de Concórdia, um compêndio de crenças das Igrejas Luteranas, ensina que "a fé confessada por Lutero e seus seguidores não é nada nova, mas a verdadeira fé católica, e que suas igrejas representam a verdadeira fé católica ou igreja universal". Quando em 1530 os luteranos apresentaram a Confissão de Augsburgo a Carlos V do Sacro Império Romano-Germânico, eles acreditavam ter "mostrado que cada artigo de fé e prática era verdadeiro, antes de tudo, às Sagradas Escrituras, e depois também aos ensinamentos dos pais da igreja e dos conselhos".
Portanto, a teologia luterana afirma que:
Só pode haver uma verdadeira Igreja visível. Disto fala o nosso Catecismo na Pergunta 192: "A quem chamamos a verdadeira Igreja visível?" Resposta: "Todo o número daqueles que têm, ensinam e confessam toda a doutrina da Palavra de Deus em toda a sua pureza, e entre os quais os Sacramentos são devidamente administrados segundo a instituição de Cristo". Que só pode haver uma Igreja verdadeira e visível e que, portanto, uma não é tão boa quanto a outra é lógico, porque existe apenas uma verdade, uma Bíblia, uma Palavra de Deus. Evidentemente, aquela Igreja que ensina esta verdade, toda a verdade, e nada além da verdade, é a verdadeira Igreja visível. Cristo diz em João 8:31-32: "Se vós permanecerdes na Minha Palavra, verdadeiramente sereis Meus discípulos; e conhecereis a verdade, e a verdade vos libertará". Novamente Cristo diz em Mateus 28:20: "Ensinando-os a observar todas as coisas que eu vos ordenei". Tudo o que Ele nos ordenou, Sua Palavra e nada mais, devemos ensinar. E novamente, todas as coisas que Ele nos ordenou, devemos ensinar. Essa, portanto, é a verdadeira Igreja visível que faz isso. Mas que todas as Igrejas visíveis não fazem isso fica claro pelo fato de que elas não concordam entre si. Se cada Igreja ensinasse toda a verdade e nada além da verdade como Deus a revelou, não haveria diferença. Portanto, ao chamar outras denominações de Igrejas, não queremos dizer que uma Igreja seja tão boa quanto outra. Somente aquela é a verdadeira Igreja visível que ensina e confessa toda a doutrina da Palavra de Deus em toda a sua pureza, e em cujo meio os Sacramentos são devidamente administrados segundo a instituição de Cristo. De todas as Igrejas, isto só pode ser dito da nossa Igreja Luterana.
Em particular, os luteranos laestadianistas enfatizam esta crença.

### Batistas
Muitos batistas, que defendem a doutrina do sucessionismo batista (também conhecido como landmarkismo), argumentam que sua história pode ser rastreada através dos séculos até os tempos do Novo Testamento e afirmam que os batistas representaram a verdadeira igreja que tem sido presente em todos os períodos da história. Esses batistas afirmam que aqueles que mantiveram seus pontos de vista ao longo da história, incluindo os montanistas, novacianos, patarenos, bogomilos, paulicianos, arnoldistas, henriquianos, albigenses e valdenses, foram perseguidos por sua fé, uma crença que esses batistas afirmam ser a grande marca distintiva da verdadeira igreja. Na introdução de The Trail of Blood ("A Trilha de Sangue"), um texto batista que explica a doutrina da sucessão, Clarence Walker afirma que "a história dos batistas, ele descobriu, foi escrita com sangue. Eles eram o povo odiado da Idade das Trevas. Seus pregadores e seguidores foram colocados na prisão e um número incontável foi condenado à morte". J. M. Carroll, autor do referido texto The Trail of Blood, também apela ao historiador Johann Lorenz von Mosheim, que afirmou: "antes da ascensão de Lutero e Calvino, pessoas estavam escondidas em quase todos os países da Europa, que aderiram tenazmente ao princípios dos batistas holandeses modernos". Walter B. Shurden, diretor executivo fundador do Centro de Estudos Batistas da Mercer University, escreve que a teologia do landmarkismo, que ele afirma ser parte integrante da história da Convenção Batista do Sul, defende as ideias de que "somente as igrejas batistas podem rastrear sua linhagem de forma ininterrupta até o Novo Testamento, e somente as igrejas batistas são, portanto, igrejas verdadeiras". Além disso, Shurden escreve que os batistas que defendem o sucessionismo acreditam que "somente uma igreja verdadeira - isto é, uma igreja batista - pode celebrar legitimamente as ordenanças do batismo e da eucaristia. Qualquer celebração dessas ordenanças por não-batistas é inválida".
Os batistas que defendem esta eclesiologia também não se caracterizam como sendo uma igreja protestante devido à sua crença de que "não descendem daquelas igrejas que se separaram em protesto da igreja de Roma. Em vez disso, eles desfrutaram de uma existência histórica contínua desde o época da primeira igreja nos dias do Novo Testamento". Essas opiniões geralmente não são mais amplamente defendidas na Convenção Batista do Sul, embora ainda sejam ensinadas por algumas igrejas batistas do Sul e muitas igrejas batistas independentes, Batistas Primitivos (Batistas Reformados) e algumas "congregações afiliadas à Associação Batista Americana".

### Anabatistas

#### Amish
Os amish, assim como outros cristãos anabatistas, acreditam que "a igreja estabelecida tornou-se corrupta, ineficaz e desagradável a Deus". Os amish acreditam que a verdadeira igreja é pura e separada do mundo:

A fraternidade amish é baseada na compreensão da igreja como uma comunidade redentora. Para expressar essa corporeidade, eles usam o termo alemão Gemeinde ou a versão mais curta do dialeto pronunciada Gemee. Este conceito expressa todas as conotações de igreja, congregação e comunidade. A verdadeira igreja, eles acreditam, teve sua origem no plano de Deus e, após o fim dos tempos, a igreja coexistirá com Deus por toda a eternidade. A verdadeira igreja deve ser distinguida da "igreja caída"... A igreja de Deus é composta por aqueles que "verdadeiramente se arrependeram e creram corretamente; que foram corretamente batizados... e incorporados à comunhão dos santos na terra". A verdadeira igreja é "uma geração eleita, um sacerdócio real, uma nação santa" e "uma congregação de justos". A igreja de Deus é separada e completamente diferente do "mundo pervertido". Além disso, a igreja é "conhecida por sua fé evangélica, doutrina, amor e conversação piedosa; também por sua caminhada e prática puras, e por sua observância das verdadeiras ordenanças de Cristo". A igreja deve ser "pura, imaculada e sem mácula" (Efésios 5:27), capaz de aplicar medidas disciplinares para assegurar a pureza da vida e a separação do mundo.

#### Menonitas Holdeman
Os menonitas Holdeman ensinam que a sua Igreja de Deus em Cristo - Menonita, é a única igreja verdadeira. O teólogo anabatista Donald Kraybill escreve:

Embora semelhante em alguns aspectos a outros grupos menonitas conservadores, a igreja de Holdeman ensina que eles são a única e verdadeira igreja de Cristo. A sua doutrina da única igreja verdadeira, baseada em Mateus 16:18 e outras Escrituras, enfatiza a sucessão de doutrinas, práticas e professores verdadeiros ao longo dos séculos, e a autoridade da igreja sob Cristo.

#### Quakers
Conforme descrito no tratado The Glory of the True Church, de Francis Howgill, a Sociedade Religiosa de Amigos tradicionalmente acreditava que depois da Era Apostólica, a "verdadeira Igreja fugiu para o deserto" e "a falsa Igreja ganhou visibilidade". George Fox e seus seguidores "acreditavam que foram chamados para realizar a verdadeira reforma, para restaurar o Cristianismo apostólico e para começar de novo". Como tal, "A comunidade quaker era a única Igreja verdadeira e, conseqüentemente, esperava-se que aqueles convertidos pela pregação quaker se juntassem a ela". Entre alguns quakers, houve uma "mudança de ser a única Igreja Verdadeira para ser uma parte da Igreja Verdadeira" e assim "o casamento com não-quakers tornou-se aceito por muitos na comunidade quaker", embora "eles ainda tivessem que casar dentro da Casa de Reunião, bem como obter aprovação".

#### Metodismo
Os metodistas afirmam a crença na "única Igreja verdadeira, Apostólica e Universal", vendo as suas Igrejas como constituindo um ramo privilegiado desta verdadeira igreja. No que diz respeito à posição do metodismo dentro da cristandade, o fundador do movimento, John Wesley, "observou certa vez que o que Deus alcançou no desenvolvimento do metodismo não foi um mero esforço humano, mas a obra de Deus. Como tal, seria preservado por Deus enquanto houvesse história". Chamando-o de "o grande depósito" da fé metodista, Wesley ensinou especificamente que a propagação da doutrina da inteira santificação foi a razão pela qual Deus ergueu os metodistas no mundo.

### Restauracionismo
O Restauracionismo é uma ampla categoria de igrejas, originada durante o Segundo Grande Despertar, que se caracteriza como um retorno ao Cristianismo primevo, depois que a verdadeira fé foi perdida numa Grande Apostasia. Proeminentes entre esses grupos estão as "igrejas cristãs e igrejas de Cristo", as Igrejas de Cristo (movimento Stone-Campbell), os cristadelfianos, os Estudantes Internacionais da Bíblia, as Testemunhas de Jeová e o Movimento dos Santos dos Últimos Dias (Mormonismo). A ideia de "restauração" foi um tema popular na época da fundação destes ramos, e desenvolveu uma expressão independente neles. No movimento Stone-Campbell, a ideia de restauração foi combinada com o racionalismo iluminista, "excluindo o emocionalismo, o espiritismo ou qualquer outro fenômeno que não pudesse ser sustentado por apelos racionais ao texto bíblico".

#### Adventista do Sétimo Dia
A Igreja Adventista do Sétimo Dia (IASD) afirma ser a única igreja verdadeira. Ensina especificamente que "é o 'remanescente final' de Sua verdadeira igreja [através] dos séculos". A escatologia adventista do sétimo dia promulga a ideia de que no fim dos tempos, haverá uma "oposição crescente entre a igreja 'verdadeira' e a igreja 'apóstata'". De acordo com a teologia adventista do sétimo dia, esses apóstatas são chamados de "Babilônia", que afirmam ser um amálgama de religiões (incluindo outras denominações cristãs) que cultuam no domingo em vez do sábado bíblico (Êxodo 20:8-11). A Igreja Adventista do Sétimo Dia, na sua visão, "baseou-se substancialmente no texto bíblico, especialmente nos livros de Daniel e Apocalipse, para defender o seu próprio estatuto como a verdadeira igreja remanescente que tem uma comissão divina tanto para existir como para pregar a sua mensagem apocalíptica para o mundo em geral".

#### Convenções Cristãs
Alguns pequenos grupos de igrejas episcopais, como os "Trabalhadores e Amigos", apresentam-se como não denominacionais e consideram todas as outras igrejas falsas.

#### Testemunhas de Jeová
Originadas do movimento dos Estudantes da Bíblia sob Charles Taze Russell, as Testemunhas de Jeová foram fundadas sob Joseph Franklin Rutherford, que, após uma disputa pela presidência, foi reconhecido como o segundo presidente da Watch Tower and Tract Society of Pennsylvania, a editora e organização oficial dos Estudantes da Bíblia, fundada em 1881.
Em 1938, Rutherford introduziu o que chamou de sistema organizacional teocrático (literalmente, governado por Deus). A Organização, desde a época de Rutherford, há muito reivindica ser "a única e verdadeira Organização de Jeová", que é liderada ou guiada por uma classe de "cristãos ungidos" e representada por um grupo líder conhecido como "Escravo Fiel e Discreto ", que afirma estar operando sob o controle direto de Jesus Cristo para exercer autoridade de ensino em todos os assuntos relativos à doutrina e aos artigos de fé desde o ano de 1919, quando foi dito que Jesus "nomeou seu 'Escravo' sobre seus 'Domésticos'", após sua "Presença Invisível" ou "Parousia", no ano de 1914.
Desde 2012, a liderança das Testemunhas de Jeová, o Corpo Governante das Testemunhas de Jeová, reivindica exclusivamente ser o "Escravo Fiel e Discreto de Jeová Deus", e mantém sua posição de que a salvação só pode ser encontrada na Organização das Testemunhas de Jeová.

#### Movimento dos Santos dos Últimos Dias
Em 1830, Joseph Smith estabeleceu a Igreja de Cristo na crença de que era uma restauração do Cristianismo original. Em 1831 ele declarou que era "a única igreja verdadeira e viva na face de toda a terra". Smith relatou mais tarde em algumas versões de sua Primeira Visão, que em sua adolescência Jesus havia lhe dito que todas as igrejas existentes "estavam todas erradas; [e] que todos os seus credos eram uma abominação aos seus olhos". Os Santos dos Últimos Dias combinaram a sua religião com "o espírito do Romantismo do século XIX" e, como resultado, "nunca procuraram recuperar as formas e estruturas da igreja antiga como fins em si mesmas", mas "procuraram restaurar a idade de ouro, registrada tanto no Antigo quanto no Novo Testamento, quando Deus irrompeu na história humana e comungou diretamente com a humanidade".
A organização predominante dentro do movimento é a Igreja SUD, que continua a ensinar que é "a única igreja verdadeira e viva na face de toda a terra". A igreja ensina que todas as pessoas que alcançam o mais alto nível de salvação devem ser batizadas por alguém que possua a autoridade adequada para realizar tal ordenança; no entanto, aqueles que perderam essa oportunidade durante a sua vida podem ser incluídos através de um batismo vicário pelos mortos, no qual um membro da igreja é batizado em seu nome dentro de um templo SUD.
A maioria das outras igrejas SUD afirmam ser a continuação ou sucessora legítima da igreja estabelecida por Smith e, portanto, afirmam ser a única igreja verdadeira. No entanto, a Comunidade de Cristo, a segunda maior igreja SUD, recentemente diminuiu a ênfase nesta crença em favor de uma posição de que a Comunidade de Cristo "faz parte de todo o corpo de Cristo". O cânone de Doutrina e Convênios da igreja, continua a conter a declaração de que a igreja é a "única igreja verdadeira e viva".

#### Igreja de Cristo
A Iglesia ni Cristo ("Igreja de Cristo" em língua tagalo, ou INC), uma religião cristã de base filipina, como outros grupos restauracionistas professa ser a única igreja fundada por Jesus e restaurada em 1913 por meio de um instrumento humano (sugo ou "mensageiro"), Felix Manalo. A igreja reconhece Jesus Cristo como o fundador da Igreja Cristã, e que o seu restabelecimento é um sinal do fim dos tempos. Eles acreditam que a igreja apostatou no século I ou IV devido a falsos ensinamentos. A INC diz que esta igreja apóstata é a Igreja Católica Romana.
Não temas, pois, porque estou contigo; trarei a tua descendência desde o oriente, e te ajuntarei desde o ocidente. Direi ao norte: Dá; e ao sul: Não retenhas; trazei meus filhos de longe e minhas filhas das extremidades da terra.
Seus membros acreditam que a Iglesia ni Cristo é o cumprimento da passagem acima. Com base em suas doutrinas, "extremidades da terra" refere-se ao tempo em que a verdadeira igreja seria restaurada da apostasia e "oriente" refere-se às Filipinas, onde a "Igreja de Cristo" seria fundada. A INC ensina que seus membros constituem os "eleitos de Deus" e que não há salvação fora da INC. A fé por si só é insuficiente para a salvação. A Iglesia ni Cristo diz que o nome oficial da verdadeira igreja é "Igreja de Cristo". As duas passagens frequentemente citadas pela INC para apoiar isso são Romanos 16:16 ("Saudai-vos uns aos outros com um beijo santo. Todas as igrejas de Cristo vos saúdam") e a tradução de George Lamsa de Atos 20:28: "Tomai cuidado, portanto... para alimentar a igreja de Cristo que ele comprou com seu sangue".